# Milichia prosaetes
Milichia prosaetes är en tvåvingeart som beskrevs av Collin 1922. Milichia prosaetes ingår i släktet Milichia och familjen sprickflugor.
Artens utbredningsområde är Nigeria. Inga underarter finns listade i Catalogue of Life.